# Vivian Woodward
Vivian John Woodward, angleški nogometaš, * 3. junij 1879, Kennington, London, Anglija, Združeno kraljestvo, † 31. januar 1954, Ealing, Anglija.
Sodeloval je na nogometnemu delu poletnih olimpijskih iger leta 1908 in leta 1912.